# 傑氏蓋螯寄居蟹
傑氏蓋螯寄居蟹（学名：Pomatocheles jeffreysii）为門螯寄居蟹科蓋螯寄居蟹屬下的一个种。